# Unió de Centre de Catalunya
Unió de Centre de Catalunya (UCC) fou un partit polític català fundat el 1978 de la fusió de Centre Català, Lliga de Catalunya-Partit Liberal Català, Partit Popular de Catalunya, Unió dels Demòcrata-Cristians de Catalunya-Club Jacques Maritain, grup escindit de la UDC sota el lideratge de Josep Miró i Ardèvol, Partit Social Demòcrata de Catalunya (sense Jaume Casanovas) i el Partit del Poble Català, creat l'agost de 1977 per Jacint Soler Padró.
El partit es definia com un agrupament interclassista i interideològic de liberals, democristians i socialdemòcrates, decididament autonomista però no nacionalista i
resolt a completar l'entesa amb els partits afins. El president era Carles Güell i de Sentmenat i el secretari Joaquim Molins i Amat.
El partit ingressà en la coalició Centristes de Catalunya-UCD, amb la qual obtingué dos diputats a les eleccions generals espanyoles de 1979, però quan es va intentar unificar el partit amb la Unió de Centre Democràtic, els militants més destacats abandonaren la coalició per la seva excessiva dependència de Madrid (Molins i Ardèvol) i el 1981 s'integrà dins de Convergència Democràtica de Catalunya (CDC).